# 情人湖
25°09′24″N 121°42′21″E / 25.1568°N 121.7057°E
情人湖又名釣魚坑、五叉埤，是位於台灣基隆市安樂區的一個湖泊，亦是基隆市營風景區之一，附近有大武崙砲台等景點。因為風景區內有一大一小兩相連之湖泊，似情人相依，因而得名。
情人湖風景區先前由基隆市政府委外經營，但因經營不善已經結束委外經營，由基隆市政府自行管理、維護，後於因同為台灣北部濱海重要觀光景點，已於103年12月15日公告納入北觀國家風景區。區域內有環湖步道、情人吊橋、風車、城堡眺望台等設施。情人湖風景區之動、植物種類繁多，風景秀麗、空氣清新，是基隆市民踏青、健行、休閒、運動、遛狗的最佳去處，也多有新人前往拍攝婚紗。
情人湖有很豐富的植物，如台灣欒樹、山月桃、茶樹、榕屬植物、蕨類植物等；另外也有一些特有種植物，其中被稱為「情人湖三寶」的是降真香、青剛櫟、野鴨椿。